# Duolingo English Test
Duolingo English Test（デュオリンゴイングリッシュテスト、DET)とは、Duolingo社によって開発された一般的な英語能力試験で使用される紙ベース（TOEFL、IELTS、TOEICなど）と異なり、全ての試験がインターネット上で完結する英語試験である。DETの特徴として、AIを使用した回答に応じて出題内容が変化していくコンピューター適応型の問題が出題され、それぞれの受験者によってテストの難易度が調整されるという点が挙げられる。新型コロナウイルスの流行によって多くの大学でその受け入れが始まった。
世界中の4500を超える教育機関で認められ、ハーバード・ビジネス・スクール、ハーバード・メディカル・スクール、スタンフォード大学（学部入学）、マサチューセッツ工科大学（MIT）（学部入学）など名高い大学でも入学要件として認められている。アイルランドでは学生ビザプログラムの一環としてこの試験を受け入れている。 ロンドン・スクール・オブ・エコノミクス、インペリアル・カレッジ・ロンドン、キングストン大学、サウサンプトン大学、ミドルセックス大学などの英国の大学でもDuolingoのテストが認められている。
DETは全ての試験プロセスが完全にコンピューター上で行われ、インターネット接続があればどこからでも受験することが可能。テストは10点から160点の間で採点され、ほぼ全ての教育機関は120点以上で英語力があるとみなしている。テストはAIを利用したコンピュータ適応型テストのため、試験と同時に受験者の能力レベルに合わせて問題の難易度が調整される。そのため、同じ受験者であっても再度受験する際には問題の難易度だけではなく問題や問題構成自体も受験するたびに変わるため、全く同じ問題を受験することはほとんど無いとされている。
DETの利点の1つとして、その利便性が挙げられる。受験者はいつでも、世界のどこからでもテストを受けることが可能で、48時間以内に結果を受け取ることができる。さらには、このテストは他の一般的な英語能力試験（TOEFLやIELTSなど）よりも手頃な価格で受験することが可能である。

## バンドスコア
| TOEFL iBT (0-100) | IELTS Academic (0-9) | Duolingo English Test (10-160) |
| --- | -------------------- | ------------------------------ |
| 120 | 8.5-9                | 160                            |
| 119 | 8                    | 155                            |
| 117-118 | 8                    | 150                            |
| 113-116 | 7.5                  | 145                            |
| 109-112 | 7.5                  | 140                            |
| 104-108 | 7                    | 135                            |
| 98-103 | 7                    | 130                            |
| 93-97 | 6.5                  | 125                            |
| 87-92 | 6.5                  | 120                            |
| 82-86 | 6                    | 115                            |
| 76-81 | 6                    | 110                            |
| 70-75 | 6                    | 105                            |
| 65-69 | 5.5                  | 100                            |
| 59-64 | 5.5                  | 95                             |
| 53-58 | 5                    | 90                             |
| 47-52 | 5                    | 85                             |
| 41-46 | 5                    | 80                             |
| 35-40 | 4.5                  | 75                             |
| 30-34 | 4.5                  | 70                             |
| 24-29 | 4.5                  | 65                             |
| 0-23 | 0-4                  | 10-60                          |
| TOEFL iBTのデータには公式スコアレポート328件、自己申告スコア1,095件が含まれている。またIELTS Academicのデータには、公式スコアレポート1,643件、自己申告スコア4,420件が含まれている。DETのスコアや他のテストとの関連性についてはリサーチページを参照すること。なおヨーロッパ言語共通参照枠（CEFR）の整合性に関する研究は現在も継続して行われており、今後の相関表には研究の進展に伴う変更が反映される可能性がある。 |                      |                                |

- 注意：上記の比較スコアは、DETテストを作成するDuolingo社によって提供されたものである。[6]